# ゴジラ (1984年の映画)
『ゴジラ』（英語名：THE RETURN OF GODZILLA）は、1984年（昭和59年）12月15日に公開された日本映画で、ゴジラシリーズの第16作である。ゴジラ誕生30周年記念映画でもある。カラー、ビスタビジョンサイズ。
観客動員数は320万人。配給収入は17億円（1985年邦画第2位）。
キャッチコピーは「いま 壮大なロマンの目覚め!」「30年間の沈黙を破って全世界待望の「ゴジラ」最新作!」「日本を呑むか、地球を壊すか!」「80メートル、5万トン、列島をひき裂く巨大怪獣」「もう誰も…ヤツを止められない!」「やっぱり奴は生きていた!」
第1作『ゴジラ』（1954年）などと区別する際には、『新ゴジラ（新ゴジ）』『ゴジラ（新）』『ゴジラ（84）』『84ゴジラ』などと通称される。

## 概要
本作品は1975年公開の『メカゴジラの逆襲』以来9年ぶりに製作され、1995年公開の『ゴジラvsデストロイア』まで続く新しいゴジラシリーズのスタート作品ともなった。
劇中では、「1954年のゴジラ出現から30年ぶりにゴジラが現れた」という設定であり、俗に昭和ゴジラシリーズと呼ばれるシリーズ第2作から第15作とはストーリーがつながっていない。そのため、本作品以降のゴジラは再び凶暴な人類の敵として描かれている。タイトルが同一であるほか、東京を襲撃するゴジラなど第1作『ゴジラ』を踏襲した部分も多いが、リメイク作品ではない。
次作『ゴジラvsビオランテ』以降は平成期の作品であるため、本作品は昭和期に公開された最後のゴジラ映画である。昭和の作品だが、後作との世界観の繋がりから平成シリーズとして紹介されることが多い。
タイトルは、公開前には『GODZILLA』と発表されていたが、最終的に第1作と同じ『ゴジラ』となった。
ビスタサイズ、ドルビーステレオ音響がゴジラ映画としては初めて使用されている。

## ストーリー
伊豆諸島の大黒島噴火から3か月後、大学生の奥村宏は妹の学費を稼ぐため近海サバ棒受漁船「第五八幡丸」に乗り込んでいたが、嵐の中で怪光を発して噴火する大黒島の中から咆哮（）と共に現れた巨大な影を目撃したのち船は高波に襲われる。翌朝、付近をヨットで航行していた新聞記者の牧吾郎は、行方不明となっていた「第五八幡丸」を発見し、船内でミイラ化した乗組員の死体と、体長1メートルほどもある巨大なフナムシに遭遇する。牧に救出された船の唯一の生存者である奥村は、遭難の際に巨大生物を見たと証言する。奥村の恩師である林田信は、巨大生物が大黒島噴火で目覚めたゴジラであることを確信した。
林田に同行していた内閣調査室長辺見昇から報告を受けた内閣総理大臣・三田村清輝は、パニックを恐れゴジラ生存の発表を控えることとする。謎の巨大生物の特ダネをものにしようとしていた牧は、政府の報道管制によって出鼻をくじかれるが、代わりに林田との独占的な接触が許された。林田の研究室で手伝いをしていた奥村の妹・尚子に好意を感じた牧は、奥村がすでに救助されていながらゴジラの情報隠蔽のために軟禁されている事実を流すが、病院での兄妹の再会を「取材」してしまったため、尚子の反感を買う。
そのころ、日本近海を航行していたソ連海軍の原子力潜水艦が撃沈されるという事件が発生する。アメリカは関与を否定したが、ソ連はアメリカの攻撃と断定し、両国軍は臨戦状態に突入する。東西関係に緊張が走る中、自衛隊のP-3C哨戒機が捉えていたソ連原潜の撃沈された際の海面写真を分析した結果、原潜の撃沈はゴジラの襲撃によることが判明する。このことを受けた日本政府は東西陣営の衝突を防ぐため、ついにゴジラ報道の全面解禁に踏み切る。首相官邸にはゴジラ非常対策本部が設置され、自衛隊の総力をかけて全土にゴジラ警戒態勢が敷かれる中、防衛庁長官の毛利は新兵器の首都防衛戦闘機「スーパーX」の存在を明かす。
早朝、静岡県の井浜原子力発電所にゴジラが出現する。ゴジラはヘリコプターで現地へ赴いていた林田の目の前で原発施設を破壊し、原子炉の炉心を取り出して放射線をすべて吸収すると、頭上を飛んでいた渡り鳥に吸い寄せられるように海へ去っていく。林田は渡り鳥の発する超音波にゴジラの体内の磁性体が反応して帰巣本能を刺激されたと考え、合成した超音波によってゴジラを三原山へ誘導した後に人工的に火山爆発させた火山火口へ落とすという作戦を日本政府に発案する。
一方、アメリカとソ連は日本政府に対し、ゴジラへの戦術核兵器の使用を強く要請する。特にソ連は原潜撃沈の報復を主張し、アメリカもソ連に同調していたものの、三田村首相は非核三原則の立場からそれをかたくなに拒み続ける。首相の尽力で米ソによる対ゴジラ核攻撃の危機は回避されるが、日増しにゴジラ東京上陸の可能性が強まる中、政府も林田の提案したゴジラ誘導作戦の準備にかかっていた。
やがて自衛隊の厳重な警戒下、ついにゴジラが東京港へ出現する。自衛隊は総力を挙げてゴジラ迎撃に当たるが、航空攻撃も陸上部隊による攻撃も効果がなく、埠頭に展開していた陸上自衛隊部隊はゴジラの放射熱線によって壊滅、ゴジラの東京上陸を許してしまった。さらにその戦闘の最中、東京湾に停泊していたソ連の貨物船に搭載されていた地上攻撃用核衛星の核ミサイルコントロール装置がゴジラの移動の余波によって誤作動し、核ミサイル発射のカウントダウンが始まっていた。
30年前の悪夢をたどるかのごとく、ゴジラは銀座、有楽町の街を破壊していく。新宿の研究所でゴジラを誘導する超音波発生装置をようやく完成させ、伊豆大島へ向かおうとした林田らは、ゴジラと自衛隊の戦闘の巻き添えによってビル内に閉じ込められてしまう。
そして、ついに出撃してゴジラの放射熱線に耐えたスーパーXは、核反応を抑制するカドミウム弾を使用してゴジラを新宿で昏倒させる。林田もこの隙に伊豆大島へたどり着ければと安堵するが、前述の指令機器の誤作動によってカウントダウンの進んでいたソ連の衛星が、ゴジラに向けて核ミサイルを発射してしまう。ソ連から自国の能力では対処不可能との連絡を受けた日本政府は、アメリカに核ミサイルの緊急迎撃を要請する。
新宿では奥村が自衛隊のヘリコプターで林田らを迎えに来るが、不安定な新宿の高層ビル街の乱気流により、林田と超音波発信装置を引き上げるのがやっとだった。残された牧は、目の前で眠るゴジラと迫り来る核ミサイルの恐怖に戦慄する尚子を抱きしめる。
そのころ、アメリカ軍の迎撃ミサイルがソ連の核ミサイルの撃墜に成功する。新宿都心での核爆発という最悪のシナリオは回避されたが、核爆発自体は回避できず、成層圏での高高度核爆発による電磁パルスは東京に大規模な停電を引き起こす。ようやく停電の混乱から復旧しようかと思われたそのとき、高濃度の電磁雲によって発生した落雷によってゴジラが覚醒する。再びスーパーXが応戦するが、もはや通常兵器でしか攻撃の手段がないことから太刀打ちできず、撃墜されてしまう。首都が炎の海と化す中、戦いの最中に破壊されたビルからの脱出を図っていた牧と尚子にゴジラが迫ったところで三原山の超音波発生装置が起動する。ゴジラは東京を後にして三原山へ向かい、人工的に噴火させられた火口へ咆哮を上げながら落下する。林田が噴煙を上げる三原山を沈黙したまま見つめる中、物語は幕を下ろす。

## 登場怪獣
ゴジラ

### ショッキラス
ゴジラに寄生していたフナムシがゴジラの体内から発せられた放射性物質を浴び続けたことにより、突然変異・巨大化した巨大等脚類。
背面はフナムシのそれ以上に盛り上がって硬化しているうえ、モリやマキリで突かれた程度では死なない強い生命力に、尾部を地面に打ち付けた反動で人間の肩の高さ程度まで跳躍できる体力を併せ持つ。また、前面の歩脚もフナムシのそれ以上に大型化しており、牙状となっている。移動する際に粘液を垂れ流すことから、作中では漁船「第五八幡丸」内を探索していた牧吾郎が粘液に偶然触れ、あわててその場にあったタオルで拭うシーンがある。
劇中やパンフレットでも怪獣名は登場せず、単に「フナムシの化け物」か「巨大なフナムシ」としか呼称されていない。
大黒島近海を航行中の第五八幡丸の乗組員たちを襲い、彼らのモリによる反撃をものともせず、人間の血液や体液を吸い取ってミイラ化させていた。その脅威から船長によって唯一逃がされてロッカーに潜伏していた奥村宏を発見した牧に襲いかかり、体勢を崩した彼に噛みつこうと迫るが、奥村の鉈による一撃を背面に受けて死亡する。
- 『ゴジラ×メカゴジラ』（2002年）の背景設定として製作補の山中和史により執筆された「特生自衛隊前史」では、劇中世界の1984年に出現し、特生自衛隊はメーサー兵器を使えずに苦戦したとされる[92]。
- 後年には、84ゴジラの付属品としてエクスプラスの「東宝30cm」シリーズ（少年リック限定版）[93]、サイボットゴジラの付属品としてエクスプラスの「FAVORITE PRODUCTS LINE」シリーズ（少年リック限定版）[94]などから、それぞれ立体化されている。

制作
ゴジラの寄生生物という案は、1955年に海上日出男によって書かれたシナリオ『ゴジラの花嫁?』に「ゴジラやアンギラスに寄生する巨大なノミ」として登場した以降、1978年に検討された脚本『KING OF MONSTERS ゴジラの復活』から登場し続けている。準備稿まではゴジラに寄生する巨大なダニという設定であり、『KING OF MONSTERS ゴジラの復活』ではショッキュラという名称も設定されていた。
映画本編では1匹しか登場していないが、脚本では複数（4匹 - 5匹）現れたことが奥村によって語られている。海外版『ゴジラ1985』の新撮シーンでは、日本の海岸へショッキラスの死体が漂着したことがペンタゴンの軍人によって語られている。また、初期稿とノベライズには群れで井浜原発付近の漁村を襲撃するシーンがあった。東宝プロデューサーの田中文雄は、ストーリーに直接関係しないため、予算や技術の都合などから決定稿になる際にバッサリ切られたと証言している。

デザイン・造形
デザインは本編美術スタッフの仁科秀昭、造形はベル工芸。塗装は東宝美術塗装課が行った。当初のモチーフであったダニでは絵にした時に気持ち悪く、足を動かすのも大変であることからフナムシに変更されたが、仁科はフナムシであることは特に意識しなかったと述べている。
造形物は、触手が可動するものと血しぶきが出るものの2種類が制作された。後者には、頭部に傷のディテールも設けられていたが、画面上では映っていない。監督の橋本幸治はヌメヌメした感じを狙ったといい、造形や操演の都合から甲羅のような質感になったが、本来は軟質的なイメージであったことを述べている。牧吾郎役の田中健は、ショッキラスと戦うシーンでは自身が動かなければならず苦労した旨を語っている。

## 登場人物
三田村 清輝（）
内閣総理大臣。決断力に優れ、思慮深い人物。総理の任期を終えようとしていた矢先に突如ゴジラが出現し、パニックを避けるためにゴジラの存在を隠そうとする。しかし、ゴジラによるソ連原子力潜水艦の襲撃を知ると戦争を避けるために公表し、その存在が認められたゴジラに対して非常緊急対策本部を立ち上げ、最高責任者となる。アメリカとソ連がゴジラ抹殺のために核兵器の使用を要求した際、非核三原則を根拠に日本に二度と核は落とさせないと断固拒否する。
三原山の火口へ落下するゴジラを見届けた際には涙を流している。
- 特技監督の中野昭慶は、監督の橋本幸治の真面目さが三田村の実直なキャラクターに反映されていると評している。

牧 吾郎（）
東都日報の新聞記者。27歳。
大島通信局に左遷中の身であったが、ゴジラ取材のため本社に復帰する。休暇中、ヨットに乗っていたところで遭難した第五八幡丸を発見し、ただ一人の生存者である奥村を救ったことから今回の一件に関わる。
得た情報は何でも記事にしたがる強引な姿勢を持ち、奥村の救出を記事にしようとしてデスク（上層部）に停められた時には激しく抗議し、さらにゴジラ出現の記事と共に奥村兄妹再会の写真まで載せたことで奥村兄妹から反感を買ってしまう。その一方で林田たちの研究にも協力し、後にゴジラの猛威に脅える尚子を守る。
- 『怪獣島の決戦 ゴジラの息子』（1967年）の真城伍郎、『シン・ゴジラ』（2016年）の牧悟郎など、シリーズに同名のキャラクターが複数存在する。未制作作品『フランケンシュタイン対ガス人間』（1963年）でも主人公の名が真木吾郎となっており、同作品が初出とみられる。

奥村 尚子（）
大学生。林田のゼミを受けている関係から、彼の研究所で資料整理などのアルバイトをしている。20歳。
宏が唯一の親族であるため、行方不明と報道されていた兄が生きていると知らされると、居場所の病院へ乱入して再会を喜び合う。その際の姿を写真記事にされたことから一度は牧に失望するが、最終的には彼に救われる。

奥村 宏（）
尚子の兄。ショッキラスに襲われた第五八幡丸唯一の生存者。22歳。
明法大学理学部3年生で、専攻は電子工学。自分たち兄妹の生活費や学費のために留年覚悟で漁船のアルバイトを続ける。
第五八幡丸では、船長がロッカーに押し込んでくれたため、難を逃れた。ゴジラとの遭遇後に日本政府の手で関東第二警察病院に軟禁させられていたが、退院後には林田に協力して南教授の三原山調査に同行する。自分たちをひどい目に合わせたゴジラに対しては記者会見で「絶対に許せない」と発言し、井浜原発襲撃時には「化物」と呼ぶなど怒りをあらわにする。その後も三原山での超音波発信機の建設に携わり、最後はゴジラを火口へ落とすための人工爆破スイッチを押す。

神崎（）
大蔵大臣。
林田のゴジラ三原山誘導作戦には反対のような立場を示したうえ、米ソとの会談の事前に行われた会議でも「核兵器使用は止むを得ないのでは」と発言してしまう。

武上 弘隆（）
内閣官房長官。三田村の側近で、「武上くん」と呼ばれている。ゴジラ存在の確認やゴジラ東京湾出現の発表会見を行っている。

磯村（）
自治大臣。
神崎にゴジラへの核攻撃の有効性を激しく詰問する笠岡に対し、「やってみなければ誰にもわからない」と諌める。ソ連の核ミサイルが誤ってゴジラに発射されてしまった際には、住民の避難誘導の対応に当たった。
- 演じる金子信雄は、監督の橋本がファンであったことから当初は重要な役での起用を予定していたが、スケジュールの都合から2日しか参加できなかったため、本役での出演となった。

笠岡（）
通産大臣。対ゴジラ攻撃のための核兵器使用に反対し、神崎と軽く口論となる。

江守 誠一（）
外務大臣。ソ連原潜の沈没や、ソ連の衛星から核ミサイルが誤射されてしまったことをいち早く三田村に報告する。また、米ソの核兵器使用提案を拒否した場合に日本が外交的に孤立する危険性を指摘する。

毛利（）
防衛庁長官。首都防衛戦闘機・スーパーXの開発を極秘に進めていた。

加倉井（）
自衛隊統合幕僚会議議長。自衛隊によるゴジラ迎撃作戦を立案したほか、米ソ特使が強硬に戦術核兵器の使用を要求する本当の理由を指摘する。

大河内（）
国土庁長官。自衛隊の現在の戦力でゴジラに太刀打ちできるのか加倉井に疑問を呈する。

日高（）
環境庁長官。三原山爆破時の住民への影響を危惧する。

梶田（）
科学技術庁長官。戦術核兵器の威力や、ソ連の核ミサイル爆発後に発生した電磁パルスについて三田村に解説する。

南（）
地質学者。林田の昔からの友人で、三原山の調査に赴き、後に林田と共に三原山を人工的に爆発させてゴジラを封印する作戦を、政府に提案する。

辺見 昇（）
内閣情報調査室室長。林田と奥村の面会に立ち会った後、林田から大黒島からゴジラが出現したという仮説を聞く。

秋山（）
航空幕僚監部幹部。
自ら複数のパイロットと共にスーパーXに搭乗し、対ゴジラ戦の指揮を執る。最初はカドミウム弾でゴジラを眠らせることに成功するが、電磁パルスで目覚めたゴジラに通常兵器は歯が立たずスーパーXは撃破されて墜落し、ゴジラが倒した新宿住友ビルディングの下敷きにされてしまう。その際、秋山以下搭乗員は墜落前に全員死亡している。

ローゼンバーグ
アメリカ特使。三田村にゴジラ対策のための核兵器使用を主張する。原則論が通る状況ではないと三田村を説得するが、持論を曲げない彼に頭を抱える。

チェフスキー
ソ連特使。日本の次にゴジラが襲撃するのはウラジオストクだと、ゴジラに対する戦術核兵器の使用を三田村に強く主張する。非核三原則を日本のエゴイズムだと批判する。

カシリン
ソ連政治工作員の大佐。核兵器使用中止の命令に従い、車(三菱・デボネア)で東京湾内に停泊中のソ連貨物船「バラシェーボ号」に向かい、発射装置を停止する。しかし、貨物船内でゴジラの襲撃に遭い、そのショックで再起動した装置を止めようとするものの計器の爆発に巻き込まれ、死亡する。
小説版では、子供が生まれたばかりであった。

伍堂（）
東都日報編集長。牧に第五八幡丸遭難を公表できない理由がゴジラ出現にあることを伝える一方、政府と取引して取材続行の許可を取り、牧にそれを命じる強かさもある。

上条（）
東都日報のカメラマン。牧の同僚で、軽い感じの性格の男性。
奥村兄妹との再会シーンを撮った張本人であり、ゴジラによるソ連原子力潜水艦の襲撃を公表する場にも登場している。

森本毅郎
本人役。テレビ番組のニュースキャスター。ソ連とアメリカの衝突の際と避難情報の時に登場。

浮浪者
新宿を根城にしていたホームレス。ほぼ無人となった超高層ビルのレストランで食事を楽しもうとしていたところでゴジラに遭遇し、腰を抜かす。「でっかい顔して歩くんじゃねぇ、この田舎もんが！」と捨て台詞を吐いた後、同ビルを脱出しようとする牧と尚子を救う。その後は1人で逃げるが、追い詰められて転んで頭を打ち、ゴジラに毒づきつつ失神する。
- 浮浪者の設定は、制作協力の田中文雄が検討稿の執筆時期に新宿をロケハンした際に見たホームレスに着想を得ている。
- セリフのほとんどは演じる武田鉄矢のアドリブである。牧役の田中は、台本には武田のセリフがなかったと証言しており、アドリブでの演技に驚嘆した旨を語っている。橋本は最初から台本より面白くしてくれるだろうと期待していたが、セリフが長くなってしまい編集に苦労したという。しかし、ゴジラを侮辱するようなセリフに製作の田中友幸が憤り、そのほとんどがカットされた。

林田 信（）
生物学者。奥村兄妹の大学の恩師であり、「林田生物物理研究所」を主宰している。ゴジラ研究の第一人者であり、その発言や見解で政府を動かすほどの立場である。
初代ゴジラの襲撃によって両親を失った憎悪からゴジラ研究を始めたが、その過程の末、ゴジラに対しては愛着に近い複雑な感情を抱いている。「ゴジラは人類滅亡の警告者である」という思想を持ち、今回出現したゴジラに対しても、偶然発見した帰巣本能を利用した超音波で三原山へ誘導し、マグマの中へ封印する（林田曰く「生まれ故郷に帰す」）という計画を政府に提案すると、牧たちの協力を得て成功させる。
- 橋本は、林田を本作品の主役と想定しており、リアリティのある演技を重視した。

## 登場兵器・メカニック

### 架空
スーパーX

83式600mm地対地ミサイル車

ハイパワーレーザービーム車
所属は陸上自衛隊第1師団第1普通科連隊特車88部隊（練馬特科）。
元々はクレーン車をベースにした航空機・ミサイル迎撃用対空兵器である。構成は二酸化炭素かヘリウムネオンガスを使用して88万-120万キロワットのレーザー光線を発射するレーザー砲、エネルギーパックを搭載した装置車と、三菱K700クレーンカー改を改造し、管制レーダーおよびサーチライトを搭載した牽引車によって構成される。また、牽引車にはパトライトが装備されており、後の92式メーサー戦車に受け継がれている。
ゴジラに有効とは言えなかったが、2台が二手に分かれ、ゴジラを新宿高層ビル群へ誘き出す囮としての役割を果たした。
- デザインは特殊美術助手の長沼孝が手掛けた。長沼は、当初メーサー殺獣光線車のように牽引車と砲車で形状が異なるものをイメージしていたが、三菱車両のガイドブックで見たトレーラートラックにインスパイアを受けて公道を走れるトレーラ型とした。中野からは、メーサー殺獣光線車のようにパラボラを大きくすることを要望されたが、長沼はリアル志向を望み、井上泰幸からも大きいものは似合わないとの意見を受け、パラボラは小さいものとなった。
- 造形物は、1/30と1/40スケールの大小2種類のミニチュアが作られた。小サイズは3台制作された。フジミ模型の三菱車両運搬トレーラーのプラモデルをベースとしており、上部の素材は木材をメインに、タイヤやディテール表現にプラモデルのパーツを用いている。パラボラは樹脂製のボール、アームはハンガーをそれぞれ切り取っている。車幅をベースから拡げたため車軸の長さが足りず、倉庫に保管されていた古いミニチュアのものを流用したが、それでもギリギリの長さであったため撮影時にタイヤが外れるNGが頻発した。アームの動作はピアノ線による操演。1/30サイズは、後に特撮監督の原口智生が修復している。

F-1CCV（F-1CCV支援戦闘機、F-1CCV対地攻撃機）
航空自衛隊の支援戦闘機。主翼前方と胴体下部にカナード翼が装備されている。晴海埠頭に現れたゴジラを迎撃すべく多数の機体が出撃し、80式空対艦誘導弾およびロケット弾による攻撃を行うが効果はなく、放射熱線で少なくとも2機が撃墜される。
- デザインは長沼孝が手掛けた。実在するF-1支援戦闘機をベースとしており、カナード翼の形状でオリジナリティを出している。2頭のキツネを象ったテールマークは、長沼が所属するオートバイクラブのTシャツに用いられていたイラストを流用している。
- ミニチュアは、1/20、1/40、1/48、1/72スケールの4種類が制作された。翼はプラ板製で、特美助手の萩原晶はほぼシルエットしか映らないのでディテールはアバウトだったと述べている。ミサイルの発射シーンは、ミニチュアの機首を下に向けて撮影された。ミニチュアのうち1機は、2019年の時点で現存が確認されているが、翼は通常のものになっている。
- 特技監督の中野昭慶は、目の肥えたメカマニア向けに最新鋭機を登場させたと述べている。長沼は、わかる人にはわかる遊びだと述べている。長沼は、操演の松本光司にカナード翼らしく飛ばすよう要望するなどこだわりを持っていたが、ラッシュを見たスタッフからは不評であったという。

移動指揮車（移動指令車）
緊急対策本部と末端の部隊の中継を担う陸上自衛隊の特殊車両。荷台内部に指揮通信設備を有しており、少なくとも5名のオペレーターが搭乗している。また、荷台側面には「MC-310」という番号が書かれており、運転席上部にはパトランプを有している。劇中では晴海埠頭や新宿に展開した部隊の前線指揮を行う。
- 本車はミニチュアではなく実際に車両が製作された。登場した車両はウィングボディを持つ三菱ふそう製の大型トラック「ザ・グレート」を改造したものである。橋本によれば、三菱から車両提供を受けたという。
- 指揮車とともに並ぶミサイル車両のミサイルとランチャー部は、本作品の特撮美術助手である寺井雄二が参加していたテレビドラマ『西部警察』で使用されたプロップを石原プロモーションから借用したものである。

超音波発信機
帰巣本能を持つゴジラの磁性体を利用して三原山の火口に誘導するため、自衛隊によって三原山の山頂に設置された、無人の超短波発信用パラボラアンテナ。三原山外輪にて設置された臨時基地から、リモコン操作される。林田が完成させた発信機のコアを搭載して起動させたあと、ゴジラを新宿から三原山に誘導する。
- 土台部分は、御殿場の太郎坊に実物大セットが建設された。ミニチュアは、1/100スケールで制作された。

ソ連ミサイル原子力潜水艦
ソ連海軍の最新鋭原子力潜水艦。武装として、艦首に魚雷発射管を6から8門、艦橋前部に戦略ミサイルSS-NX20を18発装備。青ヶ島の北西50キロメートル・深度300メートルの海中を航行中にゴジラと遭遇し、1番・2番魚雷による攻撃と急速潜航によってゴジラを回避しようとしたが、いずれも効果がなく撃沈される。
- プロップは全長2.7メートル（1/40スケール）。撮影は、東宝スタジオ第8ステージの疑似海底セットで行われた。中野は、本心では実際の水中で撮影したいと考えていたが、ミニチュアのサイズに見合った水槽を作れないことや、ミニチュアの処理が大変になることから実現しなかった。ミニチュアは後に小改造を受け、『ゴジラvsキングギドラ』（1991年）のムサシ2号や『ゴジラ×モスラ×メカゴジラ 東京SOS』（2003年）の米軍原子力潜水艦として使用され、2019年の時点で現存が確認されている。
- 発令所内部はセットで撮影された。当時はソ連の資料を入手できなかったため、配置などはアメリカの原潜を参考にしている。上部には水落しのタンクを備え、ゴジラによる破壊シーンで大量の水を流している。

アメリカ地上攻撃用核衛星
衛星軌道上に静止しているアメリカの核ミサイル衛星。「HYOUE-01」というマーキングが施されている。4発の部分軌道戦略核ミサイルを搭載しているが、ワンシーンのみの登場で、本衛星から核ミサイルは発射されなかった。
- デザインベースとなったのは『AKIRA』に登場したレーザー衛星「SOL」。ミニチュアは1/20スケールで制作された。マーキングの「HYOUE」は、デザインを手掛けた特殊美術アルバイトスタッフの石田兵衛に由来する。

ソ連地上攻撃用核衛星
衛星軌道上に静止しているソ連の大型人工衛星。大型の核ミサイルを1発のみ搭載しており、バラシェーボ号船内に備えてあるコントロール装置で誘導管制される。バラシェーボ号内で発生した事故によってコントロール装置が誤作動を起こした結果、核ミサイルはゴジラめがけて発射されてしまう。
- 製作は『さよならジュピター』のミニチュアを製作したオガワモデリングが担当した。1/10スケールで、材質はアクリルとプラスチック。『さよならジュピター』では照明の熱でミニチュアが溶けてしまった反省から一部に金属を用いているが、強度は不十分なものであった。撮影後、1992年時点で東宝特殊美術課の倉庫に保管されているのが確認されていた。また、核ミサイルの弾頭とブースター部分は2019年の時点で現存が確認されている。

バラシェーボ号
ソ連海軍が保有している貨物船。船体は通常の貨物船と同様だが、船内に地上攻撃用核衛星のコントロール装置を、ブリッジ上部に衛星の管制に用いると思われる大型のパラボラアンテナを有している。船名のロシア語表記は「БАЛАШЕВО」。ゴジラへの核攻撃を行うために東京湾内に停泊しており、一度はカシリン大佐の手でコントロール装置は停止されたが、その後のゴジラ東京襲来によって岸壁に衝突し、コントロール装置が誤作動してしまう。
- 「バラシェーボ」の船名の由来は不明だが、ロシアのスモレンスク州に同名の町がある。
- ミニチュアは1/40スケールで制作された。甲板、通路、通信室は第8ステージに組まれたセットで撮影された。甲板などは、実際のロシア船を参考にしている。

迎撃ミサイル
日本国政府の要請を受け、アメリカが迫り来るソ連の核ミサイルに向けて発射した弾道弾迎撃ミサイル。沖縄の在日米軍嘉手納基地から打ち上げられ、5分後に東京上空70キロメートルの成層圏へ達して命中し、撃墜した。
- 発射シーンは映画『ノストラダムスの大予言』からの流用である。アメリカ版では、ペンタゴンからの発射指示シーンが追加されている。

第五八幡丸（）
三崎港所属の近海サバ棒受漁船。大黒島近海でゴジラに遭遇し、ショッキラスにより奥村宏以外の乗員が全滅する。
- 当初の名称は第三栄光丸であった。
- 撮影には、実物の船舶と1/10スケールのミニチュアが用いられた。船内は、ブリッジと船員室のセットが制作され、前者はセット全体が動く仕様となっている。セットの照明にはパープルを用い、船内の異様な雰囲気を演出している。

### 実在
- 74式戦車[出典 59][注釈 29]
- 61式戦車[126]（61式中戦車[185]）
- 78式戦車回収車
- 82式指揮通信車
- 1/4tトラック
- 75式130mm自走多連装ロケット弾発射機[189]
- 203mm自走りゅう弾砲[190]（自走203mm榴弾砲[185]）
- 67式戦車橋[185]
- はるな型護衛艦「はるな」「ひえい」
- P-3C対潜哨戒機[出典 60]（P-3C対潜パトロール機[151]）[注釈 30]
- SH-60B哨戒ヘリコプター[出典 61]（SH-60J対潜哨戒ヘリ[159]、シコルスキーSH-60J対潜哨戒ヘリ[151]）[注釈 31]
- HSS-2B哨戒ヘリコプター[195][170]（HSS2B対潜哨戒ヘリ[159]）
- UH-1H多用途ヘリコプター[出典 62]（ベルUH-1イロコイ[159]、UH-1Bひよどり[151]）[注釈 32]
- KV-107II-4中型輸送ヘリコプター[198]（バートルKV107ヘリコプター[159]）[注釈 33]
- CH-47C大型輸送ヘリコプター[153]
- 60式106mm無反動砲
- 64式小銃[199]

## 設定
大黒島
伊豆諸島南端に存在する架空の島。無人島で、キラウエア火山と同規模の火山を有する。火山噴火から3か月後、激しい地殻変動によって島の地層に眠っていたゴジラが目覚め、島の岩肌が盛り上がった。

東都日報
東京都内に本社を持つ新聞社で、牧が勤めている。物語後半にはこの新聞社所有の取材ヘリが登場し、牧を林田生物物理研究所の入居しているビルへ送り届けた後、首相官邸の真上を通過する前のゴジラに遭遇するも襲われることはなく、ラストでは牧と尚子を乗せて三原山上空を飛行している。
- 本社外観は、新橋駅前ビル1号館がロケ利用されている。

大島通信所
物語序盤に登場する大島における牧の左遷先。

林田生物物理研究所
林田が運営する、新宿副都心のとある超高層ビルの20階に入居している研究所。林田以外にも、複数の研究員やアルバイトの尚子が勤めている。牧が初めて訪問した際には、林田がショウジョウバエによる遺伝子の組み換え実験を行っていた。ここで、超音波発生装置の開発・テストが行われる。
- 撮影は、東宝撮影所第1ステージに組まれたセットで行われた。本編美術の櫻木晶は、スペースが狭かったため窓の外に西新宿の街並みの切り出しを入れるのに苦労したと述べている。

ゴジラ非常緊急対策本部
首相官邸地下に設置されている核戦争や災害対策のための設備を、三田村が中心となってゴジラ対策に応用した総司令部。日本政府の各大臣や防衛庁長官、統合幕僚会議議長（いずれも当時の名称）らが参加し、ゴジラ対策のための会議や指揮を執り行う。
ゴジラは永田町を進行する際にここの真上を通過したが、その際には振動によって照明が一瞬消えかけただけで、直接的な被害は出ずに済んでいる。
- セットは、同年に防衛庁に開設された地下設備を参考にしている。本編美術助手の瀬下幸治は、誤ってU字型のテーブルを内側に人が座るかたちに設計してしまったが、制作時に指摘され事なきを得た。

井浜原子力発電所
架空の原子力発電所。静岡県の沿岸部にあるとされる。ゴジラに襲撃され炉心が剥き出しとなるが、ゴジラが核エネルギーをすべて吸収したため放射能災害は免れた。
- モデルとなったのは静岡県御前崎市（旧浜岡町）に位置する中部電力・浜岡原子力発電所であるという。撮影に当たっては映画制作当時（1980年代中期）の浜岡原発の1号機・2号機の建屋に加え、当時はまだ建設中だった3号機をほぼそのまま再現した、現地取材に基づく精密なミニチュアセットが製作された。中野は、資料を調べた結果、天井部分が一番薄いことを突き止め、ゴジラがそこから炉心を取り出すという描写とした。
- 実際の浜岡原発敷地内および敷地周辺での撮影は行われておらず、作中に登場する制御室はスタジオ内に設営されたセットであり、敷地内や周辺部とされているシーンはロケーションの類似した場所で撮影されて合成などの処理がされたものである。中央制御室のセットは、浜岡原発のものを参考にしている。また、モニタリングポストも登場しているが、作中に登場するものは撮影用に映画スタッフによって作られたものであり、現実のものとは設置方式、外観、機能ともに異なっている。

## キャスト
- 三田村清輝[出典 63]：小林桂樹
- 牧吾郎[出典 64]：田中健
- 奥村尚子[出典 65]：沢口靖子
- 奥村宏[出典 66]：宅麻伸
- 神崎大蔵大臣[出典 67]：小沢栄太郎
- 武上弘隆[出典 68]（武上官房長官[出典 69]）：内藤武敏
- 磯村自治大臣[出典 70]：金子信雄
- 笠岡通産大臣[出典 71]：加藤武
- 江守外務大臣[出典 72]（江守誠一外務大臣[219]）：鈴木瑞穂
- 毛利防衛庁長官[出典 73]：織本順吉
- 加倉井統幕議長[出典 74]：御木本伸介
- 大河内国土庁長官[出典 75]：森幹太
- 日高環境庁長官[出典 76]：田島義文
- 梶田科学技術庁長官[出典 77]：山本清
- 南博士[出典 78]：小泉博
- 辺見[206][7]（辺見内調室長[出典 79]）[注釈 35]：村井国夫
- 秋山[出典 80]（秋山スーパーX空幕幹部[216][210]）：橋本功
- ゴジラ[出典 81]：薩摩剣八郎
- オペレーター[206][226]（自衛隊通信基地オペレーター[231]、ゴジラ非常緊急対策本部オペレーター[228]）：潮哲也
- 船長[206]（第五八幡丸船長[出典 82]）：江幡高志
- 漁労長[206]（第五八幡丸漁労長[232][210]）：田原千之右
- 無線局長[206]（第五八幡丸無線局長[出典 83]）：加藤茂雄
- 副官[206]（スーパーX副官[出典 84]）：福田健次
- 新幹線の運転士[228]：森大河
- 石丸[206][7]（石丸内調室員[232][210]）：浦田賢一
- 明美[出典 85]（東都日報大島通信局[27][228]）：田中由美子
- オペレーター[出典 86]（自衛隊ヘリ通信基地[27]）[注釈 36]：渡辺賢酔、布施侑宏
- 宇野[206]（宇野技術士官[232][210]）：風中臣
- ローゼンバーグ[206]（ローゼンバーグ米特使[232][210]）：ウォルター・ニコルス
- チェフスキー[206]（チェフスキーソ連特使[232][210]）：アレキサンドル・カイリス
- カシリン大佐[出典 87]：ルーク・ジョンストン
- 艦長[206]（ソ連原潜艦長[出典 88]）：デニス・ファルト
- 伍堂[出典 89]（伍堂編集局長[出典 90]）：佐藤慶
- 喜多川[出典 91]（喜多川デスク[216][210]）：江本孟紀
- 上条[出典 92]（カメラマン上条[216][210]）：林家しん平
- 新幹線乗客[出典 93]：かまやつひろし
- ニュースキャスター[出典 94][注釈 37]：森本毅郎
- 原発職員[206][226]（井原原発職員[242][228]）：石坂浩二
- 浮浪者[出典 95][注釈 38]：武田鉄矢（特別出演）
- 林田信[出典 96]：夏木陽介

以下ノンクレジット出演者
- クレイマー米国大使：ジョー・ラズナック[232]
- ザシーモフソ連大使：ジョセフ・グレース[232]
- ソ連原潜副長：ナイジェル・リード[232]
- パラシェーボ号船員：テリー・ソンバーグ[232]
- 新幹線乗客：川口節子[245][228]、なべやかん[出典 97]
- 新宿の広場に集まる群衆：鳥山明[出典 98]、堀井雄二[出典 99]、さくまあきら[出典 100]
- 死亡した第五八幡丸の船員：瀬下幸治[174]
- ゴジラ：河野久永[228]

## スタッフ
- 製作・原案：田中友幸
- 脚本：永原秀一
- 協力製作：田中文雄
- 撮影：原一民
- 美術：櫻木晶
- 録音：田中信行
- 照明：小島真二
- 編集：黒岩義民
- 助監督：大河原孝夫
- 監督助手：山下賢章、久保裕[253]
- 音響効果：三縄一郎、金山実、河上肇、真田文俊
- コンピュータグラフィックス：土屋裕
- 映像協力：坂田俊文（東海大学情報技術センター）
- 製作担当者：森知貴秀
- 特別スタッフ 
  - 竹内均
  - 青木日出雄
  - 大崎順彦
  - クライン・ユーベルシュタイン
  - 田原総一朗
- 音楽：小六禮次郎
  - 指揮：中谷勝昭
  - 演奏：東京交響楽団
  - 音楽制作協力：東宝音楽出版
  - 音楽プロデューサー：前田忠彦
  - サントラ盤：キングレコード（スターチャイルドレーベル）
- B班スタッフ[253]
  - 監督：山下賢章
  - 監督助手：三好邦夫
  - 撮影：宝田武久
  - 撮影助手：牧村俊夫
  - 照明：大場明
  - 照明助手：渡辺保雄、川越和見
  - 製作係：林茂里穂
- 特殊技術
  - 撮影：山本武、大根田俊光
  - 美術：井上泰幸
  - 照明：三上鴻平
  - 造型：安丸信行
  - 特殊効果：渡辺忠昭、久米攻
  - 操演：松本光司、宮川光男
  - サイボット製作：水野俊一
  - 助監督：浅田英一
  - 視覚効果：宮西武史
  - 作画：塚田猛昭、石井義雄
  - 合成：真野田嘉一
  - 製作担当者：池田雅行
  - 監督助手：松本清孝、千葉英樹[253]
  - スチール：中尾孝
  - 撮影助手：山賀俊夫、大川藤雄、境哲也、木所寛[253]
  - 美術助手：小林完、好村直行、長沼孝[253]
- 製作協力：東宝映像株式会社
- 美術製作：東宝美術株式会社
- 現像：東京現像所
- 協力：東宝録音センター、東宝効果集団、京都衣裳
- 協賛：三菱自動車、セイコー
- 特技監督：中野昭慶
- 監督：橋本幸治
- 東宝映画作品
- 配給：東宝

## 主題歌・挿入歌
主題歌
複数の表記があり、正式名称は不明。
- 「GODZILLA」（本編エンディングのテロップ）
- 「ゴジラ（愛のテーマ）」（劇場パンフレットおよびEP盤）
- 「GODZILLA・愛のテーマ」（サウンドトラック）
  - 作詞：リンダ・ヘンリック、作曲 / 編曲：小六禮次郎、歌：ザ・スター・シスターズ (The Star Sisters)

ゴジラシリーズで唯一の英詞によるエンディングテーマ。内容は「My old friend（ゴジラ）」との別れを悲しみながらも、いつか帰ってくることを信じて待ち続けるというものである。
ザ・スター・シスターズはオランダ出身の女性歌手3人組で、劇場パンフレットによればゴジラファンだという。レコーディングもオランダで行われた。
キングレコードより発売された映画のサウンドトラック（LP：1984年12月15日、CD：1989年12月21日販売）には、版権の都合により「新倉芳美とジャッキー」によるカバーバージョンが収録されている（時間は3分53秒）。オリジナル版は、「ゴジラ・サウンドトラック・パーフェクトコレクション」（2006年）で初めてサウンドトラックに収録された。
なお、これとは別に小六が作曲したアウトテイク版エンディングテーマがサウンドトラックに収録されている。小六は、とりあえず両方作ろうという方針であったと述懐している。
挿入歌
- 「さよならの恋人」
  - 作詞：荒木とよひさ、作曲：三木たかし、編曲：入江純、歌：沢口靖子

牧が第五八幡丸を発見する場面でラジオから流れている。シングル盤では、イントロにゴジラの鳴き声が挿入されている。

## 作品解説
本作品では怪獣映画という路線から一線を画し、1973年の映画『日本沈没』や1980年の『地震列島』の流れをくむSF災害パニック映画として描かれている。「現実にゴジラが現れた場合の対応」をリアルに表現するため、政府や自然災害など、各方面の専門家を特別スタッフとして招いている。また、ストーリーには冷戦末期である当時の国際情勢を反映し、日本近海におけるソ連原子力潜水艦の脅威やアメリカの戦略防衛構想などの影響、相互確証破壊の概念への言及、さらには全面核戦争への懸念および市民レベルでの核攻撃時の対処法などが散見される。
原点回帰を目指した「怖いゴジラ」や「ゴジラは核エネルギーを吸収する」という設定のもと、ゴジラが静岡県の井浜原子力発電所を襲うシーンが描かれる。一方で、本作品では現実的な核の脅威が描かれているため、ゴジラ自身を初代のような核兵器の象徴としては扱っていない。ゴジラの造形は前シリーズ当時より高層化した新宿のビル群に合わせ、体長も50メートルから80メートルへ巨大化された。しかし、大型化したゴジラよりも新宿のビル群は大きく、30年で現実の日本の変化が大きかったことを感じさせるものとなった。
1985年の正月映画として1984年末に公開されたため、制作年や公開年の表示は1985年とされることもある。

### 制作経緯
前作『メカゴジラの逆襲』（1975年）でシリーズが途切れてから2年後、アメリカ映画『スター・ウォーズ』（1977年）の公開によりSFブームが起こり、東宝でも『惑星大戦争』を制作したほか、ゴジラの復活も水面下で画策していた。
1978年2月4日に田中友幸主宰の「ゴジラ復活会議」で石上三登志、白井佳夫、外山朗、西沢正史、角田健一郎、坂野義光らによって検討された。その結果、関沢新一、眉村卓、光瀬龍、外山らによっていくつもの脚本案が発注されたが、目処は立たなかった。1978年6月から1980年秋にかけては中西隆三や村尾昭によって脚本が書かれたが、採用には至っていない。SFブームの本格化と並行してリバイバルブームも発生し、ゴジラシリーズでも「ゴジラ映画大全集」と題したリバイバルイベントやアニメ映画『ドラえもん のび太の恐竜』（1979年）の併映として『モスラ対ゴジラ』が再上映されるなどの動きはあったが、いずれも評判は芳しくなく、この時点ではゴジラの復活は時期尚早と判断された。
1980年代に入り、ヘンリー・G・サパースタインから合作の申し入れもあり、日米双方から提示されたストーリーを元に2本の脚本が書かれたが、これも立ち消えとなった。田中友幸は、1983年のインタビューで日米合作の企画が進行中であることを語っており、実現の可否に関わらず一応の結論をつけてから本作品の制作に入ると述べていた。
SFブーム・リバイバルブームの中で、それらのファン層（おたく）が存在感を増していき、そうしたマニア向けの書籍・レコード・ビデオソフトなどの発売が相次いだほか、ファンイベント「特撮大会」が開催されるなどファン側の活動も活発化しており、その渦中で新作ゴジラの待望論も高まっていた。1983年8月に新宿ミラノ座で行なわれた「ゴジラ復活祭1983」が好成績を挙げたことで、東宝社内にくすぶっていた再製作気運が盛り上がった後、同年12月26日に「ゴジラ復活準備委員会（G委員会）」が東宝社内に発足した。G委員会のメンバーには、委員長に取締役映画営業担当兼映画調整部長（1984年6月から映画調整部長兼宣伝部長）の堀内實三、副委員長に田中友幸、筆頭幹事に取締役映画興行担当の石田敏彦ら当時の東宝の首脳陣が揃い、東宝全社をあげての大プロジェクトに発展していった。
1980年代に入り、東宝の正月興行はジャニーズ事務所のアイドル映画となっていたが、1983年の『エル・オー・ヴィ・愛・N・G』および『あいつとララバイ』が興行不振となったため、その穴を埋めるかたちで本作品の製作が決定した。制作発表は1984年6月20日に行われた。

### 脚本
製作の田中友幸が原案としてもクレジットされているが、これは脚本作業中に田中が自身のアイデアを脚本の永原秀一へ提示し、これを膨らませるかたちでストーリーが作られていったことによる。制作協力の田中文雄によれば、田中友幸は本作品に情熱をかけていたといい、自身が手掛けた怪獣映画の総決算としてその意向が強く反映されていたという。
永原秀一は1984年2月17日に『ゴジラの復活』のタイトルで検討稿を完成させ、それには村尾昭の最終稿にあった吸血ダニやトライデント型潜水艦ジャイアントバスがそれぞれ登場している。しかし、同年4月2日に完成した準備稿では吸血ダニは吸血フナムシに変更され、ジャイアントバスは取り消された。その後、同年5月30日に決定稿が完成し、7月16日に改討稿が完成した。監督の橋本幸治は、初期の脚本はアクション・スリラー風であったと証言している。
本作品制作当時は、第1作公開当時のような核への恐怖は薄れており、むしろ核の平和利用が主張されていた時代であったため、時代にそぐわないとしてゴジラそのものを核の申し子とは直接謳わないこととなった。しかし、田中は核を忘れてはいけないという姿勢であったため、ゴジラが原子力発電所を襲撃するシーンが、本作品で唯一ゴジラを核の脅威として描く場面として入れられた。核の象徴としてもヒーローとしても描かれないゴジラは、生物としての要素が強調されることとなった。企画段階では、ゴジラを神のような存在として描くという案も存在した。
その一方で、米ソの対立を軸とした政治ドラマとして戦術核問題が取り入れられた。政治的な話はゴジラに馴染まないとして橋本や永原はこれも反対したが、田中の強い意向により押し切られるかたちとなった。
三原山の火口にゴジラを誘い込むという展開は、中西隆三による検討稿『KING OF MONSTERS ゴジラの復活』（1978年）から存在していたが、同稿ではプルトニウムを用いるという設定であった。ゴジラの帰巣本能を利用するという案は、特別スタッフの1人であるSF作家のクライン・ユーベルシュタインによるものである。

### スタッフ
脚本には田中文雄の推薦で『蘇える金狼』や『惑星大戦争』の永原秀一が、監督には『さよならジュピター』の橋本幸治が起用された。また、本編スタッフも『さよならジュピター』の面々に、1954年版『ゴジラ』と黒澤組の面々で固められ、特撮スタッフも中野昭慶をはじめとするスタッフで固められた。
橋本は監督2本目であり、田中から話を持ちかけられた際は自信がなく数日熟考したが、監督として大きなチャンスと考え引き受けた。林田役の夏木陽介は、自身が入社した当時に経理を務めていた橋本が監督であることに違和感を感じたが、同時にテレビ時代に入ってからの映画業界の変動の激しさを実感したという。
メイキングおよび予告編やテレビCMなどの映像は川北紘一が担当している。予告編のために独自の合成カットも制作している。川北は、本作品の特技監督をやりたいという気持ちはあったものの、当時は東宝が「メカ作品は川北」「怪獣作品は中野」と明確に区分していたため、自身に依頼が来ることはなかったという。特美助手の高橋勲は、川北は本作品の特技監督になることを熱望していたと証言しており、撮影では自身ならこうするという川北の熱意が見てとれたと述懐している。本編助監督の大河原孝夫も、予告編から川北の次こそは自身が撮るという意気込みを感じられたことを述べている。川北によれば、メイキングは助監督が担当することが多いためスタッフとして直接参加していない第三者が手掛けるのは異例であったといい、この時宣伝やデザインワークスなど撮影以外の部分に携わった経験が後に平成VSシリーズを手掛けた際に活かされたとしている。
音楽は、小六禮次郎が担当し、60人編成のオーケストラによる演奏が行われた。伊福部昭の起用も考慮されたが、当時伊福部は東京音楽大学の学長を務め、大作の作曲も行うなど多忙を極めていたため、実現には至らなかった。橋本は、コンピレーションアルバム『ゴジラ伝説』を手掛けたヒカシューの井上誠を伊福部監修の下で起用する案を挙げていたが、井上は畏れ多いとしてこれを断っている。東宝レコードの岩瀬政雄とキングレコードの藤田純二は、坂本龍一を推薦し水面下で準備も進められていたが、映画制作サイドの理解を得られず実現には至らなかった。
本作品では外部有識者が『日本沈没』（1973年）以来となる特別スタッフとしてクレジットされている。東京大学名誉教授である物理学者の竹内均は三原山噴火の論理的検証を、軍事評論家の青木日出雄は原子力潜水艦や核衛星などの考証を手掛けたとされる。ジャーナリストの田原総一朗は、現代の客層の趣向などを助言したが、最終的には「面白ければそれでいいのではないか」という結論になったという。
後に『シン・ゴジラ』を手掛ける樋口真嗣は、本作品で初めて正式に特撮作品の製作に携わった。当初は「手伝いをする見学者」として特殊効果部で作業していたが、美術の井上泰幸の助手として正式に雇用され、その後、造形技術を認められて造型部で安丸信行の下についた。
後に『ゴジラ×メガギラス G消滅作戦』や『ゴジラ×メカゴジラ』を手掛ける手塚昌明は、『さよならジュピター』で助監督を務めていたため橋本から本作品にも誘われていたが、『ビルマの竪琴』へ参加することになったため実現には至らなかった。手塚がゴジラシリーズに参加するのは『ゴジラvsモスラ』からであった。

### 配役
キャスティングには田中健、沢口靖子、宅麻伸ら若手を中心に、『三大怪獣 地球最大の決戦』以来20年ぶりに夏木陽介が東宝特撮映画に出演し、3人の脇を固める。ゴジラ出現に苦悩する首相には、監督の橋本と親交がある小林桂樹が起用された。田中は、ゴジラが主役という認識であったため、後年に指摘されるまで自身が主人公であるという意識は持っていなかったという。沢口は、東宝「シンデレラ」オーディションの初代グランプリであり、以降の作品でも同オーディション出身者が多く起用されている。宅麻は、出演した映画『誘拐報道』（1980年）を観た橋本による推薦であったが、当時の東宝社内に宅麻を知るものはいなかったという。
その他、東宝特撮映画の常連の小泉博や田島義文をはじめ、『白い巨塔』や市川崑監督作品の常連である小沢栄太郎、金子信雄、加藤武、佐藤慶、石坂浩二、『ナショナル劇場』の常連である内藤武敏、鈴木瑞穂、織本順吉、御木本伸介、森幹太、山本清、村井国夫、橋本功、潮哲也、江幡高志らが閣僚や学者役などで出演している。
東宝プロデューサーの田中友幸は、林田役にゴジラシリーズにゆかりのある平田昭彦を起用する予定だったが、彼の体調が思わしくなかったために起用を断念した。その後、デスク役に変更されたものの実現には至らなかった。平田は前年に復活イベントに参加するなどしていたが、本作品の公開前に死去した。夏木の起用は、製作発表の数日後に決定した。夏木は、本来は自身の役ではなかったが、抵抗感はなくいい芝居ができたと述べている。本作品の公開後、夏木は友人でもある俳優の小坂一也が親子で遊びに訪れた際、小学生であった小坂の息子から「本物の林田博士だ」と感激され、ゴジラシリーズの影響の大きさを実感したという。
武上役には当初三橋達也が予定されており、制作発表時の資料などに記載されていた。

#### カメオ出演
ゴジラの復活を記念し、ファンを公言する多数の有名人がカメオ出演したことでも話題になった。本作品以降、ゴジラシリーズでは著名人のカメオ出演が定番となる。
石坂浩二は、井浜原発にて最初にゴジラを目撃する男性職員を演じている。当初は出演する予定ではなかったが、当時東宝にて撮影していた出演作『おはん』の合間に本作品の衣装合わせを覗きに衣装部屋を訪れるなどしており、監督の橋本に「金（ギャラ）なんかいらない、ワンカットでも出ることに意義があるんだ」と直談判した結果、端役での出演が決まった。石坂の衣装には、特撮テレビドラマ『怪奇大作戦』（1968年）に登場するSRIのエンブレムと、『ゴジラ・エビラ・モスラ 南海の大決闘』（1966年）に登場する赤イ竹の階級章がつけられている。
ニュースキャスター役の森本毅郎は、人気キャスターを出演させたいという橋本の要望により、TBSの協力で出演が実現した。撮影はTBS内にて行われ、セットも局側が用意した。
ゴジラに持ち上げられる新幹線の乗客の1人を演じたかまやつひろしは、当時放映されていたテレビドラマ『ビートたけしの学問ノススメ』の釜田先生の衣装とアクションで登場し、他の乗客が悲鳴をあげるなか、唯一微笑んでいる。当時10代だったなべやかんも、乗客の1人として出演している。なべは、顔馴染みの宣伝部員から橋本を紹介され、出演に至った。
ゴジラから逃げ惑うエキストラとして、鳥山明・さくまあきら・堀井雄二が参加している。しかし、映像内では判別不能とされる。写真ポスターにおける群衆の最前列の中央には、鳥山が写っている。

### 演出
監督の橋本は、助監督として過去のゴジラシリーズにも携わっていたことから従来のパターンには飽きていたといい、本作品では過去のパターンを踏襲しつつも核問題や政治要素などを取り入れている。
本編は、1984年7月9日にクランクイン、9月27日にクランクアップした。
劇中にはゴジラが有楽町を通過する際に有楽町マリオンや新幹線を破壊するシーンが存在するが、これはシリーズ第1作『ゴジラ』でゴジラが日本劇場を破壊するシーンや列車を襲撃するシーンとの対比となっている。また、ゴジラが住友ビルを倒す展開は撮影中にスタッフの間から出たアイデアによるもので、本当に倒せるかを工学博士の大崎順彦に検討してもらってOKが出たため、実現した。新宿のビルでは、新宿NSビルも壊しても良いという許可を得ていたが、橋本はその件を後から聞かされたといい、撮影で壊されることはなかった。初期案では首相官邸を踏み抜くという描写も存在し、橋本はゴジラが有楽町から新宿に至るルートも丹念にやりたかったと述べている。橋本は、伊勢丹新宿店から甲州街道に出て副都心へ至るルートも数カット入れたかったというが、夜間ロケの許可が降りず断念した。
新人監督であった橋本は製作の田中友幸には信用してもらえなかったといい、田中が現場で直接指揮することもあったという。特に沢口のシーンで撮り直しが指示されることが多かったが、橋本は撮り直してもあまり変わらなかったと述懐している。
首相役の小林桂樹が三原山火口に落下していくゴジラを見ながら涙を流すシーンがあるが、これは脚本に無く小林のアドリブである。涙を流さないカットも撮影されたが、監督の橋本はのちに情感に負けて涙を流すテイクを採用したことを反省したという。後年に出版された著作でこのシーンについて尋ねられた特技監督の中野昭慶は、「涙を流さない方が強かったと思う」とコメントしている。一方、林田役の夏木は、同シーンや林田が火口に落ちるゴジラを悲しげに見つめる様子などが、ゴジラが単なる悪役ではなく同情の気持ちが湧く同じ生き物であることを示しており、その情感が魅力であると述べている。
加藤茂雄が演じる船員の「潮が速い」というセリフは、漁師経験のある加藤が橋本から漁師らしい言い回しを相談され、提案したものである。
奥村が収容された警察病院の病室は、東宝撮影所本館の会議室で撮影された。
首相執務室、官房長官室、閣議室などの装飾は、本物に近い高級なものを高津装飾美術からレンタルしている。特別会議室のオブジェは、彫刻家である井上泰幸の妻の作品を用いている。
牧が奥村の生存を尚子へ告げるシーンは、新宿中央公園で撮影された。
奥村と林田がヘリコプターで吊られるシーンでは、自衛隊の実機が用いられた。橋本によれば、本来はスタントマンたちが吊られる役を演じる予定であったが、ヘリコプターの駆動音が大きいことからスタッフに指示が通りづらく、手違いで夏木と宅麻が宙吊りになって演じていた。宅麻は、吊り上げられる速度が想定よりもゆっくりであったため困惑したことを述懐している。海上自衛隊の活動シーンは、東宝映像が制作した海自広報映画『海、翼、そして明日』（1977年）から流用している。
廃墟となった新宿のセットでのホースを使って脱出するシーンも、田中健と沢口がスタントなしで建物3階分の高さから降りている。
外国人エキストラの多くは俳優が本業ではないことから撮影に慣れておらず、長いカットでは集中できず短いカットバックを重ねる演出となった。ローゼンバーグ米特使役のウォルター・ニコルスは、大使館での実務経験があったことから起用されたが、撮影でわかりやすいオーバーな演技を求められても「大使はそんな喋り方はしない」と抵抗していたという。
原潜シーンでのロシア人役の外国人エキストラは全員アメリカ人であったため、ロシア語のセリフはローマ字で書かれた発音を覚えて演じていた。学生時代にロシア文学を専攻していた橋本は、不自然なロシア語になってしまっていると述懐している。
7月30日には、第8ステージで井浜原発の中央制御室のシーンが撮影された。
8月14日には、新宿西口4号地で300人規模のエキストラ撮影が行われた。撮影監督の原一民は、通常のエキストラは100人程度でこの規模の撮影はやったことがなく苦労した旨を語っている。
9月11日には、第8ステージで新幹線車内のセット撮影が行われた。セットは上下に可動し、転がる乗客はスタントマンが演じた。
三原山での爆弾設置シーンは、実際に同地で自衛隊員が設営する様子を撮影している。爆弾のプロップは、塩ビ製の筒にプラ製の植木鉢を被せたものである。
大井埠頭のロケでは、撮影用の銃器を乗せたトラックが警察から職務質問を受けて遅れるトラブルがあった。
ラストシーンでは、牧と尚子が東都日報のヘリで三原山上空に駆けつけるシーンも撮影されていたが、カットされた。
劇用車は、タイアップにより三菱自動車工業の車両が用いられ、移動指揮車に用いられたザ・グレートのほか、牧の車両としてギャラン∑、特使公用車としてデボネア、新宿の広報車としてデリカスターワゴンなどが登場した。

### 特撮
特撮面では、井浜原子力発電所や東京上陸後にゴジラが通過する晴海通り（有楽町の数寄屋橋交差点周辺一帯）、そして新宿副都心のビル群が精巧に再現されるなど、それまでのお正月映画では不可能な潤沢な予算と期間ならではの豪華なセットが組まれた。そのセット費用は井浜原子力発電所が8,000万円、製作期間に2か月をかけた新宿副都心の高層ビルやその他のビル数130本、電球数200個の合計で1億5,000万円。有楽町セットは2つのセットより精巧に再現されており、特技監督の中野昭慶は効果的に壊れるミニチュアの素材選びにもこだわっていた。有楽町には東宝本社も所在することから、関係者らは看板まで再現した緻密なセットに驚嘆していたという。実在しないバンダイの看板はタイアップにより設置された。一方で、リアリティを重視した結果、破壊されたビルの関係者から抗議があったことを当時の新聞が報じている。
ゴジラの身長設定が変更されたことに伴い、従来のミニチュアが使用できなくなったため、すべて新規に制作された。中野は、スケールの変更により高層ビル以外は従来のミニチュアより小さく、ディテールなどに苦労した旨を語っている。当初はゴジラの身長は100メートルと設定されていたが、高層ビル以外のミニチュアが小さくなりすぎるため、特殊美術の井上泰幸は高層ビル以外のミニチュアを無断で本来の縮尺である1/50ではなく1/40スケールで制作し、ゴジラの身長もそれに合わせて80メートルという設定に改められた。
特撮班は1984年7月7日にクランクイン、10月4日未明にクランクアップした。スケジュールの都合などから、撮影途中から助監督の浅田英一を中心としたB班が立てられ、サイボットゴジラのシーンなど同時並行での撮影が行われた。
井浜原発のセットは、第9ステージに組まれた。原発のシーンでは、ゴジラの周囲を取材ヘリが飛んでいる描写も撮影されていた。
有楽町および新宿のセットも第9ステージで組まれたが、撮影順は新宿の方が先である。中野は、有楽町では色彩を、新宿ではゴジラの格好良さを出すことを、それぞれの狙いとした。ビルのミニチュアには、シャンデリアや蛍光灯などの電飾が仕込まれたが、撮影助手の大川藤雄はその光のためカメラの調整に苦労したと述べている。撮影中、ゴジラが踏み抜く石膏製の落とし穴の仕掛けをスタッフが踏み抜くトラブルがあった。
7月12日から17日にかけて、大プールにて大黒島の噴火シーンが撮影された。島のセットはポリエステル製、上部から崩れる岩はカポック製である。島が割れる描写は、エアシリンダーで表現している。
7月27日から8月2日にかけて、第9ステージに設営されたセットプールで埠頭のシーンが撮影された。セットは強制パースをつけて遠近感を表現している。撮影テストでは、発射したミサイルがホリゾントに当たったり、すぐに水に落ちてしまったりするなどの失敗があった。
8月15日から16日にかけて、御殿場のオープンセットで三原山の噴火シーンが撮影された。撮影助手の大川藤雄は、同地にて映画『乱』（1985年）のセットが建設中であったため、その重機を借りて三原山のセットを設営したと証言している。特殊効果助手の関山和昭は、火薬費は別予算であったと証言しており、オープン撮影は急遽決まったものであったと推測している。
8月24日から9月22日にかけて、第9ステージで新宿のシーンが撮影された。当初は住友ビルを壊す予定ではなく、製作の田中友幸からの提案により追加された。特技監督の中野昭慶は、破壊シーンが好きな田中からの切なる願いであったと述懐している。ミニチュアも倒す予定ではなかったため鉄骨を入れた頑丈な作りとなっており、特殊美術助手の好村直行は不自然な倒れ方になったことが心残りであったと語っている。核爆発の影響によって変化する空の様子は、照明によって表現している。
9月3日から13日にかけて、第2ステージで三原山のセットの撮影が行われた。第2ステージは第9ステージよりも小さいため大きなセットが組めず、ゴジラの縮尺よりも小さくなっている。三原山の火口の噴煙にはフロンガスが使われたが、中野はそれが加熱されると発生する塩化水素を本番直前に吸ってしまい、「用意！」の声の直後に数秒間失神していたという。火口内の描写は、クランクアップ前（10月3日）に追加で第8ステージにて撮影された。溶岩の描写は、火口内のものは寒天、吹き出すものは水を用いており、照明で赤く見せている。
特撮班では火口のミニチュアセットを望遠レンズで撮影していたが、本編班では実景の火口をワイドレンズで撮影していたため、それぞれのカットで火口の大きさが違って見えてしまっている。橋本は、田中からこの点について指摘されたといい、両班の連携の重要性を実感したという。
有楽町のシーンの撮影は、9月27日から10月2日にかけて行われた。有楽町マリオンのミニチュアは、実物の建築図面をもとに、施工を担当した竹中工務店にも取材を行って制作された。建物のガラス面にゴジラが映り込むという描写のため、ミニチュアではアクリルミラーが用いられた。しかし、各企業のロゴや屋上の照明など設計に直接関係のない部分はわからず、東宝マークは撮影2日前に実物につけられたことから急遽ミニチュアにも追加された。美術助手の好村直行は、オープン前なので東宝から建物を壊しては駄目だと指示されていたことを証言しているが、特技監督の中野昭慶はゴジラが数寄屋橋交差点を踏み抜くシーンでやむなく壊したと述べている。ゴジラに掴まれる新幹線のミニチュアは4両編成で、1両40万円の制作費をかけた精巧なものであった。
陸上自衛隊仕様の対戦車ヘリコプターAH-1Sが有楽町でゴジラと戦うというシーンが絵コンテで描かれ、ミニチュアも1/10・1/40・1/48・1/72の4種類が制作されていたが、採用には至らなかった。このうち1機は、樋口が借用して自主制作映画『八岐之大蛇の逆襲』（1985年）で使用された。
銀座・有楽町シーンの直前でのゴジラがビルの合間から顔を覗かせるカットは、芝五丁目交差点から撮影された実景に合成しているが、実際には銀座から約3キロメートルほど離れている。
高速道路の炎上シーンは、『ノストラダムスの大予言』から流用している。予告編では、テレビドラマ『東京大地震マグニチュード8.1』（1980年）の映像も用いられた。
造型部に参加していた樋口真嗣は、本作品の撮影終了後、使用したミニチュアを収納するため倉庫の半分を空けなければならず、『怪獣総進撃』のムーンライトSY-3のミニチュアや『モスラ』の原子熱線砲の台座、『メカゴジラの逆襲』のチタノザウルスのスーツなど過去の作品で用いられた造形物が数多く処分されたと証言している。また、処分に際し『モスラ対ゴジラ』（1964年）のモスラの頭部と特美スタッフが記念に撮影したスナップも存在する。

### 音楽
本編BGMはすべて小六禮次郎が作曲した。オーケストラは東京交響楽団、指揮は中谷勝昭が務めた。
当初、小六は子供向け映画の依頼かと認識していたが、シリアスな内容の台本を読んでコンセプトを理解し、意気込んで取り込んだと述懐している。小六は、幼少期に観た第1作『ゴジラ』の印象から、重低音を重視した構成としている。各楽曲は、本作品の雰囲気にあわせて悲壮感を感じさせるものとなっており、合間にダイナミズムを持つ自衛隊のテーマを織り交ぜることでメリハリをつけている。本作品では、スーパーXのマーチが特に人気があるとされる。
ゴジラのテーマは、イントロに不協和音を用いることでシンプルなメロディを引き立たせている。また、4小節のイントロダクションでの分厚いハーモニーを経てメロディに入ることで、ゴジラが出現するイメージを表現している。
小六はブラスバンド出身であったことから、自衛隊マーチはすぐに書けたといい、当時アメリカのスポーツ番組で用いられていたモダンなマーチをイメージしている。
ラッシュが遅れたため音楽スケジュールもタイトなものとなり、小六は写譜屋を数人待機させ、楽譜を1ページ書いたら渡していくという体制をとった。
予告編では伊福部昭の曲が使われているが、本編では使用されていない。小六が伝え聞いた話では、当初から伊福部を起用する予定はなかったといい、制作側には以前とは異なる方向性を模索する意向があったとされる。予告編では、小六がデモ用に先行して制作したシンセサイザーによるゴジラのテーマがそのまま用いられた。
本作品のサウンドトラックは、最初に発売されたLP盤では収録時間の都合から主要楽曲のみ収録され、その後発売された「完全収録ドラマ編2枚組LP」（1985年）や「ゴジラ&怪獣映画音楽大百科II」（1991年）などで未収録楽曲が収録されたのを経て、全楽曲が完全に揃ったのは2006年に発売された「ゴジラ・サウンドトラック・パーフェクトコレクション CD-BOX4」であった。

### 宣伝
同時期に公開予定であった『ゴーストバスターズ』および『グレムリン』とあわせて「3G決戦」とするキャッチコピーを打ち出し、競合作品を逆手に取った宣伝戦略を行った。
ゴジラシリーズに馴染みのない当時の少年層に周知させるため、漫画雑誌『週刊少年ジャンプ』とタイアップを行い、同誌で特集を組んだほか、連合試写会も開催した。
本作品公開時には、大々的なCMタイアップが展開され、アキレス、三菱・ギャラン、江崎グリコ「プッチンプリン」などでゴジラがCMキャラクターに起用された。グリコでは、プッチンプリン以外の商品でもパッケージにゴジラを使用していた。
特撮の撮影に用いられたサイボットゴジラも宣伝に活用され、全国でのプロモーションを行ったほか、音楽番組『ザ・ベストテン』でロックバンドチェッカーズのバックに登場した。
キャンペーンの一環として、メイキング映像『MAKING OF ゴジラ』が1985年1月30日にVHSとベータマックスで発売された。
1984年6月には、東宝の公式ファンクラブ「ゴジラクラブ」が発足された。会員には、小松左京（会員番号5番）、林家しん平（8番）、水木しげる（10番）、藤井郁弥（17番）、糸井重里（30番）などの著名人も名を連ねた。同年には、会員限定の上映会やコンサートなどが開催された。
本作品の撮影地の1つである伊豆大島では、「ゴジラ巡りツアー」が開催された。その際、島内の長根浜公園に設置されたゴジラ像は、2019年時点でも現存している。

## 評価
本作品の配給収入は17億円を記録し、1985年度の邦画第2位となる大ヒットであった。これにより続編の制作が決定し、東宝社内にゴジラ委員会が発足された。しかし、当初目標としていた20億円には届かず、責任を感じた橋本は映画監督を辞し、製作部へ異動した。
観客の構成は、全体の半数が大学生以上、残り半数の8割が小学生以下となっており、中高生の動員の弱さがゴジラ委員会で指摘されている。また、ファンの後押しも影響して制作された本作品であったが、公開後こうしたファン層からの評判は芳しくなく、次作ではストーリーの公募が行われることとなった。
書籍『東宝特撮怪獣映画大鑑』では、リアリズムを追求した反面、怪獣映画本来の娯楽性に欠けると評している。
アニメ監督の庵野秀明は、本作品をゴジラシリーズで好きな作品の1つに挙げており、自身の子供の部分ではスーパーXを、大人の部分では官邸シーンのリアリティや「総理の決断」を描いている点などが気に入っているという。後に自身が手掛けた『シン・ゴジラ』（2016年）も本作品の影響を受けているが、庵野は「ゴジラ対人間」という同じ題材を扱っているため物語の展開として必然的に類似してしまうと述べている。

### 受賞歴
- 第9回日本アカデミー賞[314]
  - 新人俳優賞（沢口靖子）
  - 特殊技術賞（中野昭慶）
- 全国興行環境衛生同業組合連合会　第3回ゴールデングロス賞日本映画部門　優秀銀賞[315]

## 映像ソフト
- VHS 1985年2月10日発売[256]。品番 TG1148[22][5]。
  - 1992年7月1日に廉価版発売[316]。品番 TG4359[317][318]
- LD 品番 TLL2027[317]（1985年12月21日発売）[256]、TLL2201[318]
  - 1989年11月21日[319]、1993年7月1日[316]に再発売。
- DVD
  - ジュエルケース版は2002年4月25日発売[320]。オーディオコメンタリーは特技監督の中野昭慶[320]。
  - 2005年4月22日発売の「GODZILLA FINAL BOX」に収録されている[321]。
  - 2008年4月25日発売のトールケース版「ゴジラ DVDコレクションIV」に収録されており、単品版も同時発売[322]。
  - 2014年5月14日には「ゴジラ60周年記念版」として期間限定の廉価版が発売[323]。
  - 2016年6月15日、東宝DVD名作セレクション版発売[324]。
- Blu-ray Discは2009年11月20日発売[325]。
  - 2014年6月18日には「ゴジラ60周年記念版」として期間限定の廉価版が発売[326]。

## 漫画
- 別冊コロコロコミックスペシャル 1985年2（2月）号掲載[256][327]

脚本：永原秀一、作画：岩田和久『ゴジラ』小学館てんとう虫コミックス、1985年。ISBN 4-09-149011-5。
- 小学一年生 1985年1月号-2月号連載 作画：かたおか徹治[328][256]
- 小学二年生 1985年1月号-2月号連載 作画：斉藤栄一[328][256]
- 小学四年生 1985年1月号-2月号連載 作画：松尾たかよし[328][256]
- 1984年から1985年に秋田書店「MOVIEコミックス」よりフィルムコミックが発売された[329]。

## ノベライズ
- 原案：田中友幸、文：飯野文彦、野村宏平『東宝映画作品 新作 ゴジラ』講談社X文庫、1984年。ISBN 4-06-190019-6。

大まかなストーリーは映画に準じているが、前述のショッキラスによる漁村襲撃シーンなど、原案や脚本段階のみに存在したシーンが取り入れられている。映画を補完する描写も存在しており、牧の左遷の理由やゴジラ上陸時に新幹線が運行していた理由などが語られている。

## 海外版
『ゴジラ1985』（英語名：GODZILLA 1985）のタイトルで、1985年（昭和60年）8月23日にアメリカ合衆国にて公開された。
原典にアメリカにて撮影された10分程度のシーンを追加した内容となっている。かつて『怪獣王ゴジラ』に登場した新聞記者スティーブ・マーティン（演：レイモンド・バー）が再登場し、30年前にゴジラと遭遇した経緯を持つことからアメリカ国防総省へ招かれて再びゴジラの東京襲撃を目撃する場面が追加撮影され、いくつかの場面や効果音が短縮変更されるという再編集が施されている。その後、日本でも字幕付きのビデオが発売された。
原典ではソ連軍人が誤作動した核ミサイル制御装置を止めようとして殉職するが、海外版では傷つきながらも最後の力を振り絞って核ミサイルの発射ボタンを押すという正反対の行動に改変されている。また、エンディングは「ゴジラ・愛のテーマ」ではなく、劇伴3曲（スーパーXのテーマ）と、アメリカで作曲されたと思われる音楽が組み合わされた楽曲となっている。
サウンドトラックは、トニー・ランデルの意向により、原作の音楽に加えて1985年公開の映画『Def-Con 4』の音楽が流用されている。
ドクター・ペッパーがスポンサーとなっており、当時のアメリカではゴジラが登場するテレビCMが放送されたほか、翌年に本編がテレビ放送された際にもCMが放送された。興行的には成功を収めたが、批評家の反応は低かった。
アメリカ以外では、『The Return of Godzilla』のタイトルで原典の吹替版が公開された。

## その他
『ザ・ゴジラスペシャル』
本作品公開前日の1984年12月14日にTBSテレビで放送された公開記念特別番組。本作品に出演した武田鉄矢と沢口靖子が司会を務め、同じく本作品に出演した小林桂樹や夏木陽介、制作スタッフ、昭和ゴジラシリーズに携わった宝田明や中島春雄がゲスト出演した。内容は映画制作の舞台裏密着に加え、ゴジラに関するクイズに当時放送中だったTBS番組の出演者が挑戦する、ゴジラによるドッキリやタレントがゴジラに関するコントを行なうなど、バラエティ色豊かな2時間のものであった。
『ゴジラが来る!』
2008年に日本映画専門チャンネルで放送された特別番組。本作品で昭和シリーズ（第2作『ゴジラの逆襲』から第15作『メカゴジラの逆襲』まで）の存在が否定されたことを（ジョークの一種として）ジョージ・オーウェルの小説『1984年』（小説の舞台でもあり、本作品公開の年でもある）になぞらえ、「管理社会が情報を抹消した」などと紹介している。
現実の三原山の噴火
本作品公開から2年後の1986年に、三原山が噴火した。本作品のラストシーンは、「ゴジラが三原山の火口に誘導されて落とされ、消息不明になる」というものだったため、「噴火はゴジラのたたりなのでは？」とささやかれた。また、噴火と共に「ゴジラ岩」が形成され、三原山の名物スポットになった。本作品で描写された火口は噴火時には溶岩によって埋まるなど、撮影当時とは山頂の様子は異なっている。
なお、本作品の地質学者の南による台詞に「マグマが外輪山を越えてふもとへ流れ出ることは無い」というものがあるが、現実の噴火では溶岩流出は外輪山の外側でも発生した。